# Интуиция (фильм)
«Интуи́ция» (англ. Serendipity — «серендипность») — романтическая трагикомедия 2001 года с Джоном Кьюсаком и Кейт Бекинсейл в главной роли.

## Сюжет
Действие начинается в Нью-Йорке в 1994 году. Во время предрождественской суматохи Джонатан Трейгер знакомится с Сарой Томас, когда они оба в магазине Bloomingdale’s пытаются купить одну и ту же пару перчаток. Зная друг друга несколько минут, пара проводит чудесный вечер вместе в ресторане Serendipity, несмотря на то, что у каждого из них есть постоянный партнёр. Однако, когда ночь подходит к концу, перед ними встаёт дилемма: продолжать ли отношения или расстаться навсегда. Когда Джонатан предлагает обменяться телефонами, Сара отказывается, предлагая всё оставить на выбор случайности. Она записывает телефон на обложке случайной книги («Любовь во время холеры») в магазине, он на 5-долларовой купюре. Если судьбе будет угодно, они найдут друг друга.
Проходит семь лет. Джонатан с другом приезжает на свою свадьбу в Нью-Йорк. Сара вместе с подругой готовится к помолвке и оказывается там же. У него и неё все эти годы не выходит из головы та случайная встреча. Оба сомневаются и начинают искать подсказки судьбы и вселенной. Джонатан и Сара повторяют свой путь по мегаполису, но немного расходятся во времени. В итоге ту самую книгу дарит перед свадьбой Джонатану его невеста. Сара обнаруживает заветную купюру в кошельке, с которым случайно поменялась со своей подругой. 
Джонатан отменяет свадьбу. Сара покидает самолёт прямо перед взлётом. Влюблённые чудесным образом находят друг друга на катке в Центральном парке, куда заходят случайно (там же они катались вместе семь лет назад). Они ведут себя так, словно только познакомились.
В концовке Джонатан и Сара отмечают годовщину встречи в Bloomingdale’s, где снова пытаются купить перчатки.

## В ролях
| Актёр            | Роль                          |
| ---------------- | ----------------------------- |
| Джон Кьюсак      | Джонатан Трейгер              |
| Кейт Бекинсейл   | Сара Томас                    |
| Джереми Пивен    | Дин Кэнски                    |
| Бриджит Мойнахан | Холли Бакэнэн                 |
| Молли Шэннон     | Ив                            |
| Джон Корбетт     | Ларс Хэммонд                  |
| Юджин Леви       | продавец                      |
| Люси Гордон      | Кэролайн Митчелл, сестра Сары |
| Гари Гербрандт   | Джош                          |

## Саундтрек
- Never A Day — Wood
- Moonlight Kiss — Бэп Кеннеди
- January Rain — Дэвид Грэй
- Waiting In Vain — Энни Леннокс
- The Distance — Evan & Jaron
- Like Lovers Do — Хитер Нова
- When You Know — Шон Колвин
- Northern Sky — Дрэйк, Ник
- Cool Yule — Луи Армстронг
- This Year — Шанталь Кревьязюк
- Always Something There To Remind Me — Брайан Уитмен
- 83 — Джон Мейер
- Fast Forward — Алан Сильвестри

## Награды и номинации

### Номинации
- Премия «Сатурн»
  - 2002 — Лучшая актриса первого плана (Кейт Бэкинсейл)
  - 2002 — Лучший актёр второго плана (Джереми Пивен)
- Young Artist Award
  - 2002 — Лучшая комедия для семейного просмотра